# 弗雷任
弗雷任是葡萄牙波尔图区的一个堂区。总面积8.47平方公里，总人口2507人，人口密度296人/平方公里。